# Maurice Dhomme
Maurice Dhomme, né le 25 juin 1882 à Maignelay (Oise) et mort le 18 février 1975 à Colombes (Hauts-de-Seine), est un céramiste français.

## Biographie

### Formation
Maurice Dhomme issu d'une famille aisée, choisit de devenir céramiste, contre l'avis de ses parents qui aurait préféré le voir exercer le métier d'ingénieur. Il s’orienta d'abord vers le travail de la faïence avant d'opter pour la céramique.
Après un voyage en Italie notamment à Florence où il découvrit les œuvres d'Andrea della Robbia et à Ravenne où il découvrit les mosaïques byzantines, il décida de s'orienter vers la céramique architecturale.
Il débuta son apprentissage dans l’Oise, auprès d'Auguste Delaherche, au hameau d'Armentières, commune de Lachapelle-aux-Pots.

### Carrière artistique
Il exposa dès 1905 au Salon des artistes décorateurs des faïences et des grès. Mobilisé pendant la Première Guerre mondiale, il ne reprit son métier de céramiste qu'après la fin du conflit.
Après la Première Guerre mondiale, il participa à la construction de l'église Saint-Louis de Vincennes achevée en 1924 puis participa à l'Exposition internationale des arts décoratifs et industriels modernes à Paris en 1925 pour le porche de l'église du Village français. il obtint le Grand prix à l'Exposition internationale des Arts décoratifs ce qui assit sa notoriété.
Il installa son atelier à Colombes, près de Paris.
Proche des Ateliers d'art sacré, il devint célèbre durant l'Entre-deux-guerres, lors de la reconstruction des régions dévastées par les combats de la Première Guerre mondiale, notamment dans les départements de la Somme et de l'Aisne, en participant à la décoration de nombreux monuments et églises.
Le céramiste reçu également des commandes privées pour des décors profanes ; il poursuivit parallèlement la production de vases et de plats émaillés dont l'intérêt est reconnu par le Musée des Arts décoratifs de Paris qui acquit dès 1921 deux de ses plus belles œuvres.
Après le Seconde Guerre mondiale, il participa à la restauration de monuments historiques.
Maurice Dhomme repose avec ses parents dans le cimetière de Maignelay. Son fils Sylvain Dhomme est un cinéaste et metteur en scène, ancien assistant d’Orson Welles.

## Œuvres principales
Décoration des édifices suivants :
- Église Notre-Dame de la Nativité de Bazentin (Somme)[2]
- Bazentin : cimetière communal, décor en céramique de la chapelle de la famille de Guillebon
- Église Saint-Étienne de Beauvais (Oise)
- Église Saint-Vaast[3] de Bécordel-Bécourt (Somme)
- Église Saint-Martin d'Irles (Somme)[3]
- Église Saint-Martin de Martigny-Courpierre (Aisne)
- Église Saint-Fursy de Pys (Somme)[3]
- Église Saint-Pierre de Roye (Somme)[4]
- Restauration de l'église Sainte-Madeleine de Trie-Château (Oise)
- Restauration de l'église Notre-Dame de Trumilly (Oise)
- Église Saint-Louis de Vincennes (Val-de-Marne) : décors du maître-autel, de la chaire, du chœur ; Calvaire, statues de : Jeanne d'Arc, saint Antoine de Padoue, sainte Thérèse de l'Enfant-Jésus, la bienheureuse Isabelle[5]...
- Institut Annessens, anciennement imprimeries nationales de Belgique, place Annessens à Bruxelles, Belgique. Réalisé d'après les cartons du peintre et maître verrier A.Paulis.

Deux écureuils sur deux souches d'arbre sur lesquelles sont inscrites les villes de livraison des publications
- Immeuble de studios, rez servant de commerce pour les fruits et légumes, place du Vieux Marché Aux Grains à Bruxelles. Céramiques représentant des bananiers et orangers, d'après Paulis. Arch Dhuicques. 1928